# Top Model po-russki (mùa 5)
Top Model po-russki, Mùa 5 (phụ đề là Топ-модель по-русски: Международный cезон) (Tiếng Anh: Top Model in Russian: International season) là mùa thứ năm của Top Model po-russki dựa theo America's Next Top Model của Tyra Banks.
Hai năm từ sau mùa giải trước, chương trình đã quay lại với các giám khảo của các mùa trước đó bao gồm Vlad Lisovets từ mùa 2 & 3 và Kseniya Sobchak là host của mùa 1 tới mùa 3, cũng như giám khảo mới, Denis Simachev. Host của chương trình là Natasha Stefanenko, người trước đây từng là host của Italia's Next Top Model trong suốt 4 năm.
Mùa giải này được phát sóng từ tháng 10 đến tháng 12 năm 2014. Bao gồm các thí sinh đến từ nhiều quốc gia khác nhau (Angola, Belarus, Canada, Estonia, Israel, Tây Ban Nha, Anh và Hoa Kỳ) cũng như Nga nhưng tất cả đều nói tiếng Nga. Đáng chú ý, hai trong số những thí sinh trước đó đã tham gia vào các phiên bản khác của Top Model: Justė Juozapaitytė là á quân trong mùa 7 của Britain's Next Top Model và Kristine Smirnova là á quân trong mùa 2 của Eesti tippmodell.
Người chiến thắng trong cuộc thi là Zhenya Nekrasova, 21 tuổi từ Kemerovo, Nga. Gói giải thưởng cho cô bao gồm:
- 1 hợp đồng người mẫu với Point Model Management
- Lên ảnh bìa tạp chí Glamour
- Chiến dịch quảng cáo cho s.Oliver
- Giải thưởng tiền mặt trị giá 1.000.000 Rúp Nga
- 1 chiếc điện thoại từ Lenovo

## Các thí sinh
(Tính tuổi lúc tham gia ghi hình)
| Đến từ      | Thí sinh           | Tuổi | Chiều cao              | Quê quán         | Bị loại ở | Hạng               |
| ----------- | ------------------ | ---- | ---------------------- | ---------------- | --------- | ------------------ |
| Tây Ban Nha | Nastya Senchukova  | 24   | 176 cm (5 ft 9+1⁄2 in) | Barcelona        | Tập 2     | 14                 |
| Nga         | Sasha Plaksina     | 20   | 178 cm (5 ft 10 in)    | Chelyabinsk      | Tập 3     | 13                 |
| Angola      | Elena Sarattseva   | 20   | 170 cm (5 ft 7 in)     | Cabinda          | Tập 4     | 12                 |
| Belarus     | Alina Hoven        | 18   | 170 cm (5 ft 7 in)     | Minsk            | Tập 5     | 11 (dừng cuộc thi) |
| Estonia     | Kristine Smirnova  | 27   | 175 cm (5 ft 9 in)     | Tallinn          | Tập 6     | 10                 |
| Nga         | Sofia Shum         | 23   | 180 cm (5 ft 11 in)    | Tver             | Tập 7     | 9                  |
| Nga         | Oksana Kavali      | 25   | 185 cm (6 ft 1 in)     | Saint Petersburg | Tập 8     | 8                  |
| Hoa Kỳ      | Alisa Shirokova    | 23   | 168 cm (5 ft 6 in)     | Myrtle Beach     | Tập 9     | 7                  |
| Nga         | Olya Afonina       | 21   | 172 cm (5 ft 7+1⁄2 in) | Moskva           | Tập 10    | 6                  |
| Israel      | Dasha Lee          | 18   | 174 cm (5 ft 8+1⁄2 in) | Jerusalem        | Tập 11    | 5                  |
| Canada      | Masha Shapovalova  | 21   | 180 cm (5 ft 11 in)    | Ontario          | Tập 11    | 4                  |
| Nga         | Tanya Rumyantseva  | 23   | 178 cm (5 ft 10 in)    | Smolensk         | Tập 12    | 3                  |
| Anh Quốc    | Justė Juozapaitytė | 24   | 183 cm (6 ft 0 in)     | Luân Đôn         | Tập 12    | 2                  |
| Nga         | Zhenya Nekrasova   | 21   | 176 cm (5 ft 9+1⁄2 in) | Kemerovo         | Tập 12    | 1                  |

## Thứ tự gọi tên
| 1  | Olya     | Oksana   | Kristine | Dasha       | Sofia    | Masha  | Tanya  | Olya   | Zhenya | Zhenya | Zhenya |  |
| 2  | Elena    | Zhenya   | Tanya    | Tanya Juste | Juste    | Juste  | Dasha  | Zhenya | Masha  | Masha  | Juste  |  |
| 3  | Zhenya   | Sofia    | Olya     | Tanya Juste | Tanya    | Tanya  | Olya   | Tanya  | Juste  | Juste  | Tanya  |  |
| 4  | Alisa    | Juste    | Juste    | Olya        | Zhenya   | Zhenya | Alisa  | Juste  | Tanya  | Tanya  |        |  |
| 5  | Oksana   | Elena    | Masha    | Sofia       | Oksana   | Oksana | Juste  | Masha  | Dasha  | Dasha  |        |  |
| 6  | Kristine | Dasha    | Dasha    | Masha       | Alisa    | Olya   | Zhenya | Dasha  | Olya   |        |        |  |
| 7  | Sofia    | Kristine | Sofia    | Zhenya      | Masha    | Dasha  | Masha  | Alisa  |        |        |        |  |
| 8  | Juste    | Alina    | Alisa    | Oksana      | Olya     | Alisa  | Oksana |        |        |        |        |  |
| 9  | Masha    | Olya     | Zhenya   | Kristine    | Dasha    | Sofia  |        |        |        |        |        |  |
| 10 | Dasha    | Masha    | Alina    | Alina       | Kristine |        |        |        |        |        |        |  |
| 11 | Sasha    | Tanya    | Oksana   | Alisa       |          |        |        |        |        |        |        |  |
| 12 | Tanya    | Alisa    | Elena    |             |          |        |        |        |        |        |        |  |
| 13 | Alina    | Sasha    |          |             |          |        |        |        |        |        |        |  |
| 14 | Nastya   |          |          |             |          |        |        |        |        |        |        |  |

     Thí sinh được miễn loại
     Thí sinh bị loại
     Thí sinh bị loại sau phòng đánh giá
     Thí sinh dừng cuộc thi
     Thí sinh ban đầu bị loại nhưng được cứu
     Thí sinh chiến thắng cuộc thi
- Trong tập 1, không có thứ tự gọi tên. Juste giành được tấm ảnh đẹp nhất trong tập đó.
- Trong tập 2, Kristine đã được miễn loại sau khi chiến thắng thử thách.
- Trong tập 5, Alina dừng cuộc thi sau khi biết cô ấy an toàn và việc này đã cứu Alisa khỏi bị loại.
- Trong Tập 11, Masha đã bị loại sau khi đến St. Petersburg.
- Trong tập 12, Tanya đã bị loại sau khi cân nhắc.

### Buổi chụp hình
- Tập 1: Ảnh mở đầu chương trình (casting)
- Tập 2: Ảnh selfie trên du thuyền; Tạo dáng trong khu tàu điện ngầm Moskva
- Tập 3: Khỏa thân trong trời mưa cho tuyên truyền việc chống lại bạo lực
- Tập 4: Phù thủy với chó sói trong rừng
- Tập 5: Video âm nhạc: Do you know - Elka
- Tập 6: Catalog trong nhà băng cho s.Oliver
- Tập 7: Hóa thân thành nhân vật trong chuyện cổ tích của nước Nga
- Tập 8: Đấu sĩ boxing bị hạ gục cho tuyên truyền việc chống lại bạo lực
- Tập 9: Ảnh chân dung vẻ đẹp với trang sức cho Pantene
- Tập 10: Vũ công balê trong nhà hát bỏ hoang
- Tập 11: Anna Karenina trên tàu hơi nước
- Tập 12: Cuộc hôn nhân không hợp lý